# Ricardo Gabriel Álvarez
Ricardo Gabriel Álvarez (* 12. dubna 1988, Buenos Aires, Argentina) je argentinský fotbalový záložník a reprezentant, v současnosti hostuje v anglickém kubu Sunderland z klubu Inter Milán.

## Klubová kariéra
V Argentině hrál za CA Vélez Sarsfield. V červenci 2011 odešel do Evropy do italského klubu Inter Milán.

## Reprezentační kariéra
Álvarez debutoval v národním týmu Argentiny 2. září 2011 proti Venezuele.
Trenér Alejandro Sabella jej vzal na Mistrovství světa 2014 v Brazílii. Ve finále s Německem Argentina prohrála 0:1 v prodloužení a získala stříbrné medaile. Álvarez nastoupil v jednom zápase základní skupiny F proti Nigérii.